# Gisundbroen
Gisundbrua er en frit frembyg-bro på riksvei 86 i Lenvik kommune i Troms og Finnmark fylke i Norge. Den krydser Gisundet vest for Finnsnes og forbinder øen Senja med fastlandet.
Broen blev åbnet 23. juni 1972. Den er 1.147 m lang, med længste spænd på 142,5 meter. Gennemsejlingshøjden er 41 meter, og broen har i alt 25 spænd. Den var i sin tid bompengefinancieret, men er for længst nedbetalt.